# Conseil national des chargeurs du Cameroun
Conseil national des chargeurs du Cameroun créé par Décret n°75/118 du 21 janvier 1975 et réorganisé par Décret n°98/311 du 09 décembre 1998, est un établissement public administratif doté de la personnalité juridique et de l’autonomie financière. Sa mission est d'assister les chargeurs sur toute la chaîne de transport et défendre leurs intérêts en vue de contribuer à la promotion du commerce international.
Le CNCC assure l’assistance et la défense des intérêts des chargeurs sur toute la chaîne de transport, en vue de contribuer à la promotion du commerce international. A cet effet il est chargé :
de rechercher et de mettre à la disposition des chargeurs toutes informations nécessaires à l’exercice de leurs activités ;
d’assister les chargeurs, par la constitution des dossiers, dans les instances au sein desquelles ils sont appelés à participer ;
d’œuvrer à la facilitation et à la simplification des procédures en transport et commerce international;
d’examiner tous les problèmes techniques, juridiques et économiques liés au fret, en vue d’y trouver des solutions adéquates.
En outre, le CNCC est chargé de toutes actions concourant à la promotion de la profession de chargeur, en liaison avec les services publics et organismes compétents.
Certaines missions du CNCC en l’occurrence celles relatives à la facilitation et à la simplification des procédures en transport et commerce ont été modifiées par le décret n° 99/37 du 23 Février 1999 rapportant certaines dispositions du décret n°98/311 du 9 décembre 1998 réorganisant le CNCC. Cette modification avait particulièrement pour but d’extraire la gestion du Guichet Unique des Opérations du Commerce Extérieur des attributions du CNCC. Il est administré par un groupe de 13 personnes dont un PCA, des directeurs et des représentants des services de l'état du Cameroun.
Président du Conseil d'Administration: Joseph BETI ASSOMO
Directeur Général: Auguste MBAPPE PENDA
Directeur Général Adjoint: Younouss Soungui
Contribuer à améliorer la compétitivité des chargeurs et protéger au mieux leurs intérêts sur toute la chaîne multimodale des transports afin qu'ils soient à mesure de répondre efficacement aux défis et exigences du commerce international.